# Осиновиця
Оси́новиця (рос. Осиновица) — присілок у складі Верхошижемського району Кіровської області, Росія. Входить до складу Середньоівкінського сільського поселення.
Населення становить 144 особи (2010, 153 у 2002).
Національний склад станом на 2002 рік — росіяни 84 %.